# Pereskia aculeata
Pereskia aculeata là một loài thực vật có hoa trong họ Cactaceae. Loài này được Mill. mô tả khoa học đầu tiên năm 1768.

## Hình ảnh

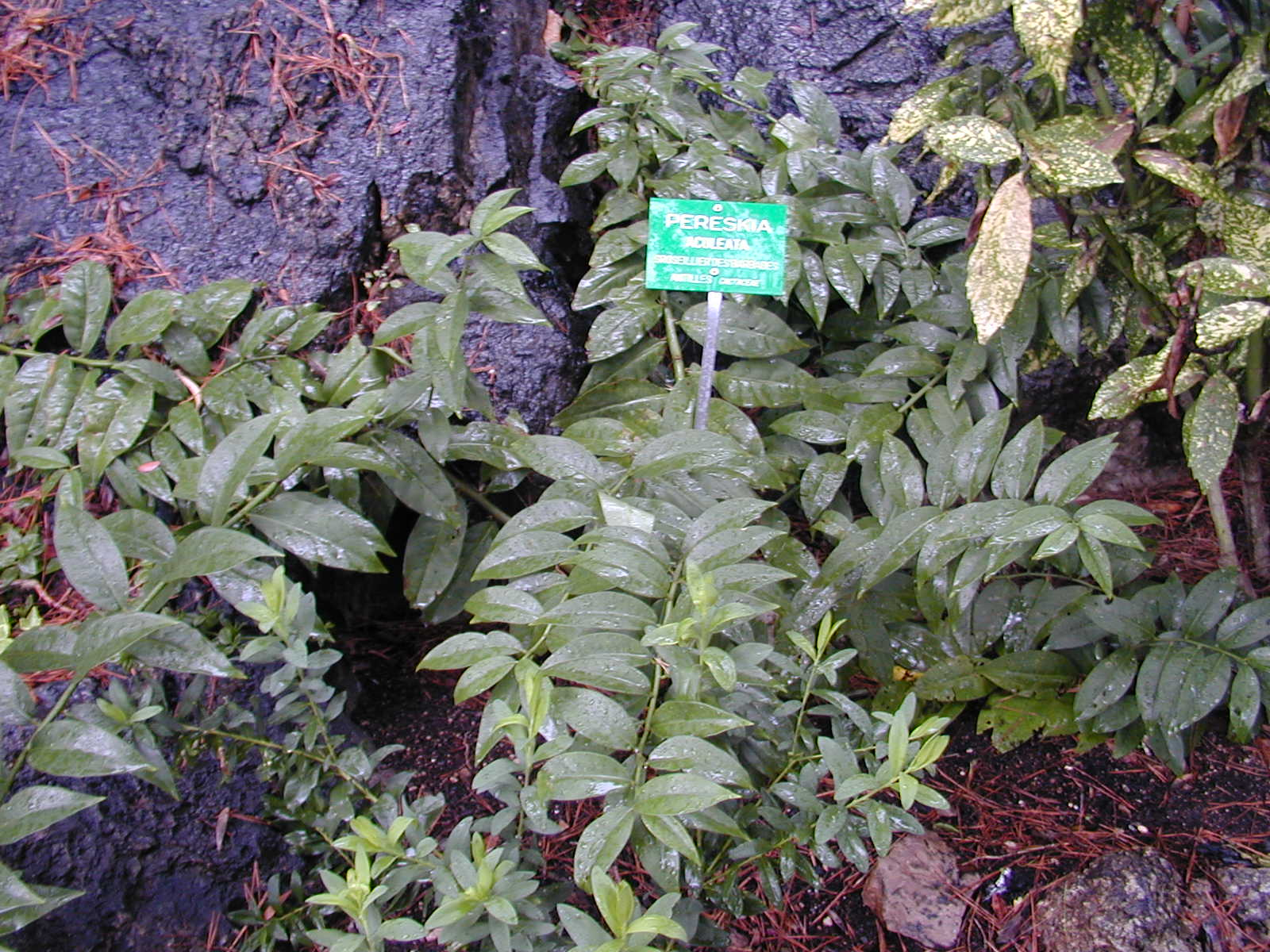
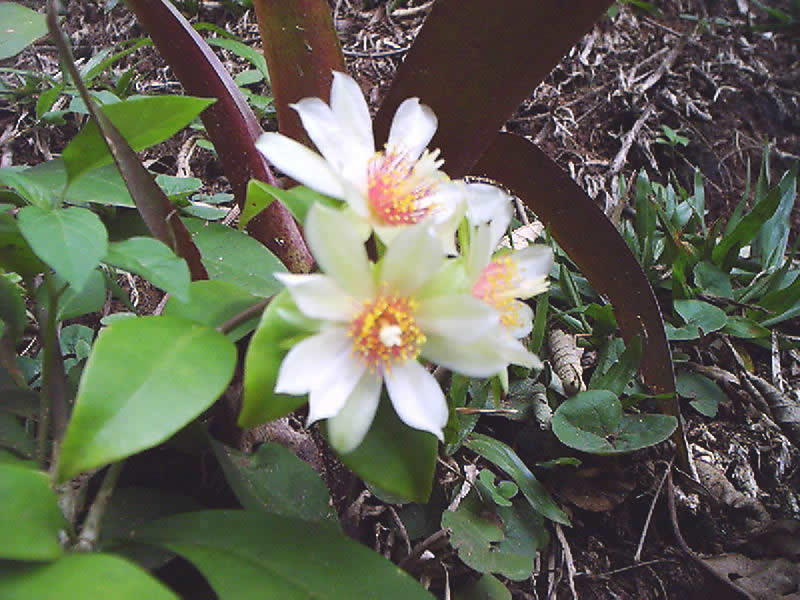
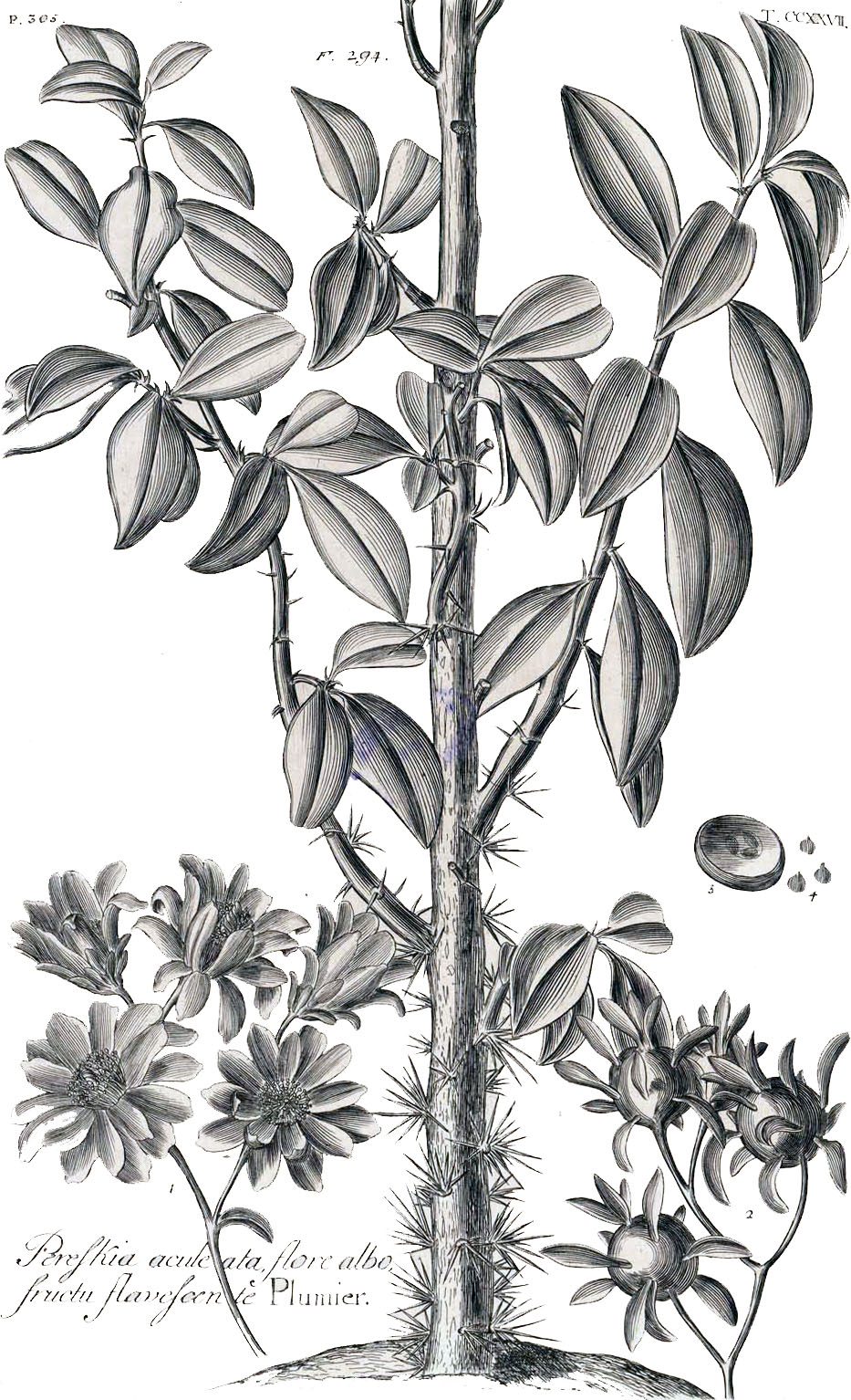
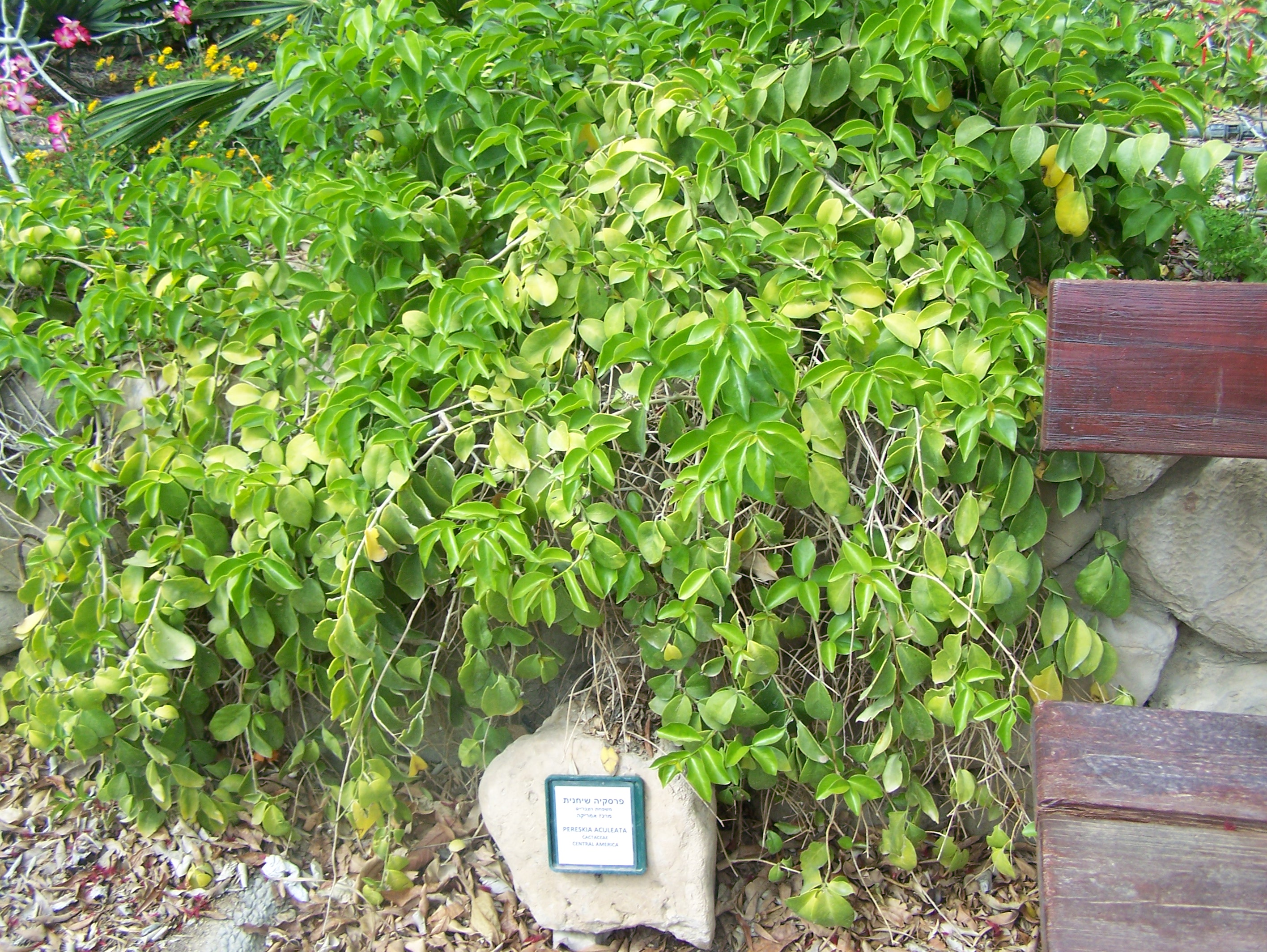